# Михайлишин Роман Миронович

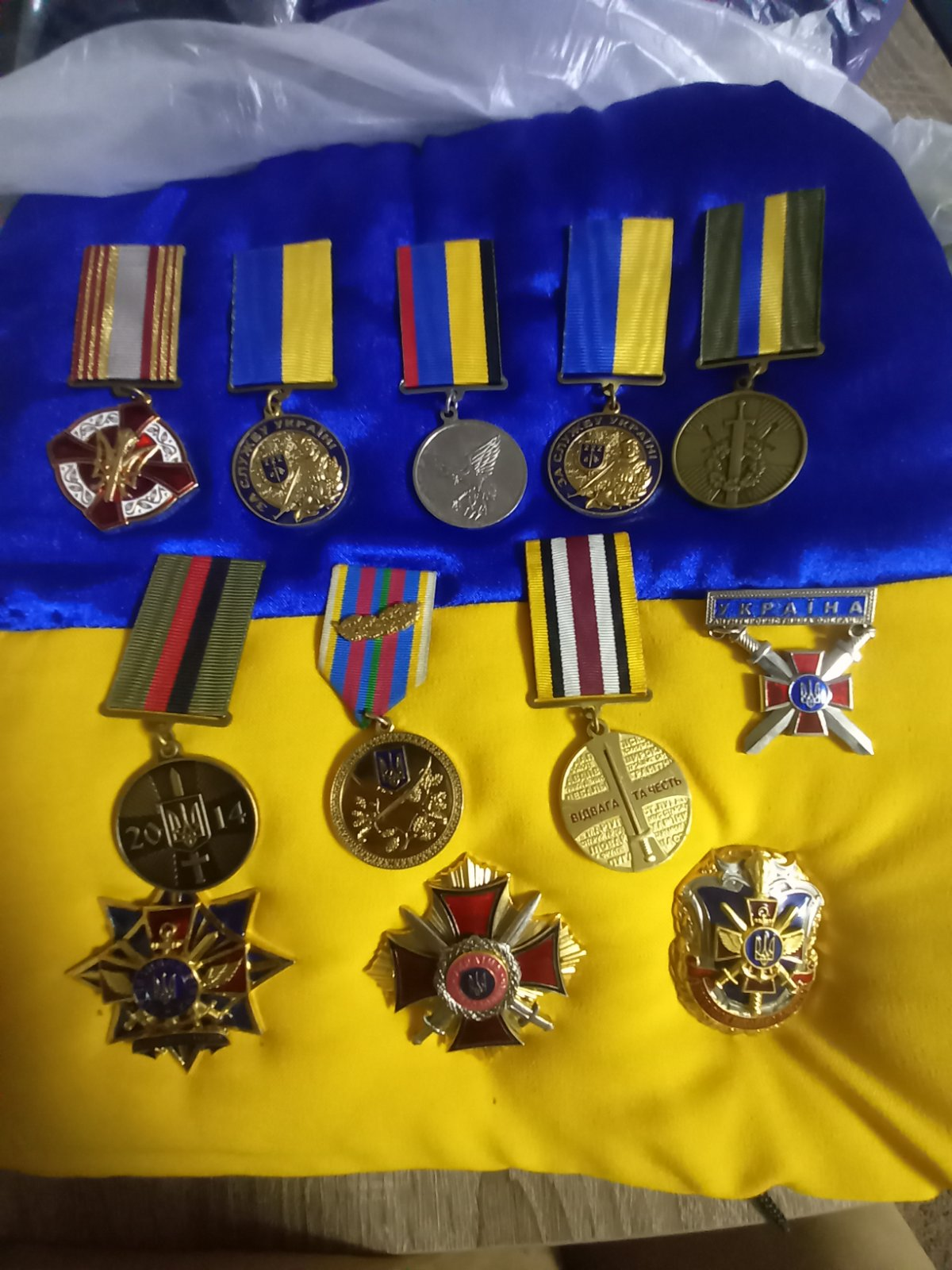
Відзнаки та нагороди Романа Михайлишина

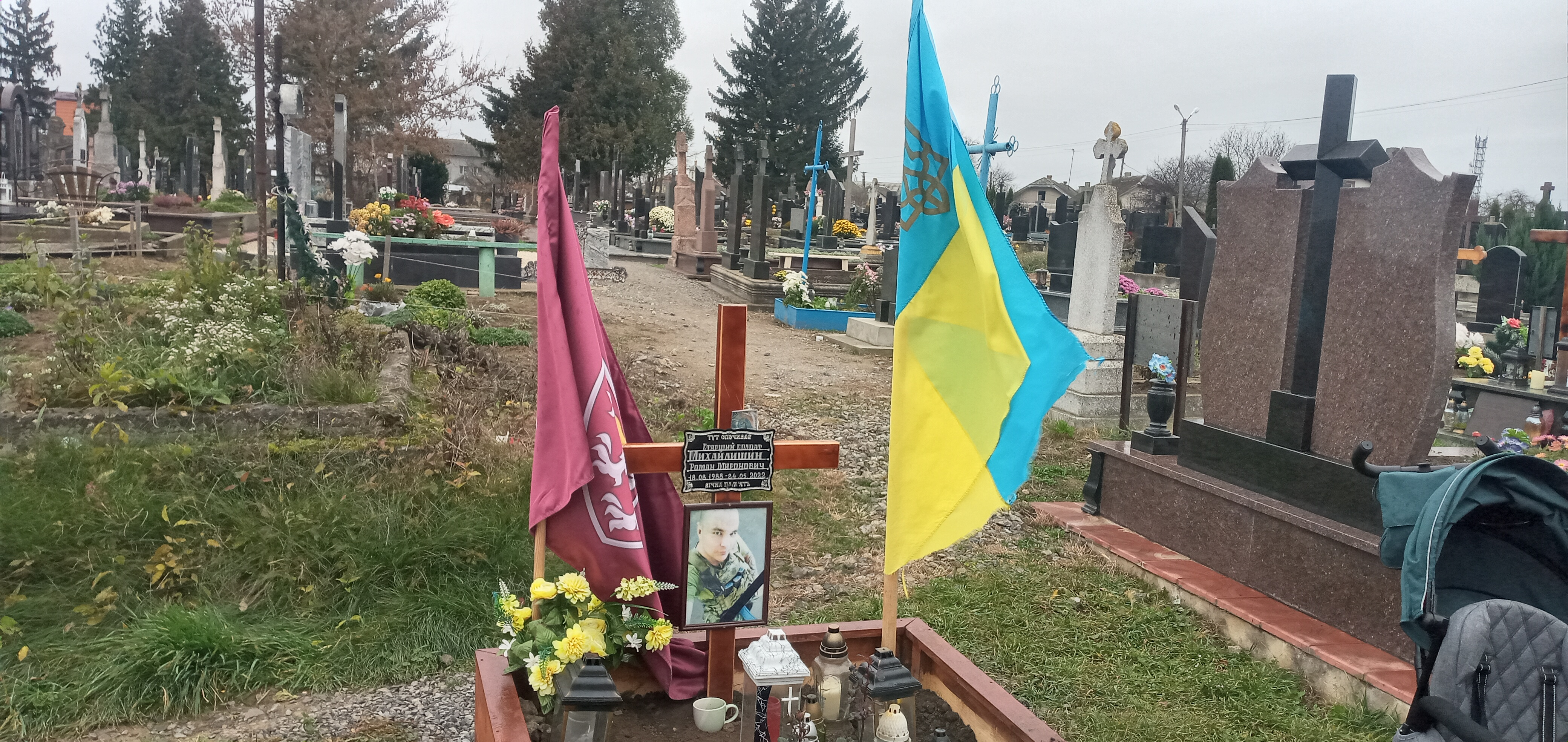
Могила Романа Михайлишина у листопаді 2022

Роман Миронович Михайлишин (18 серпня 1988, смт Гусятин, Чортківський район, Тернопільська область — 2022, поблизу м. Попасної, Луганська область) — український військовослужбовець, старший солдат підрозділу Збройних Сил України, учасник російсько-української війни, який загинув під час російського вторгнення в Україну.

## Життєпис
Народився 18 серпня 1988 року у селищі міського типу Гусятині, нині Гусятинської громади Чортківського району Тернопільської области України.
У 2007 році закінчив Кутковецький професійний аграрний ліцей за фахом електромонтера з ремонту та обслуговування електроустаткування.
У 2014 році відбув добровольцем на російсько-українську війну. Проходив службу в 5-у окремому батальйоні ДУК «Правий сектор», 8 окремому полку спецпризначення, 128-й окремій гірсько-штурмовій бригаді, 24-й окремій механізованій бригаді, останнє місце служби — 80-та окрема десантно-штурмова бригада, де він був навідником десантно-штурмового відділення десантно-штурмового взводу десантно-штурмової роти.
7 липня 2018 року, за ініціативи Романа, під вікнами будинку в Гусятині, в якому виріс боєць, відбувся урочистий ритуал підняття Державного Прапора України.
Загинув у травні 2022 року, виконуючи бойове завдання зі стримування російської агресії неподалік м. Попасної на Луганщині.
29 травня 2022 року був похований в смт Гусятині.
Залишилася мама, дружина та син.

## Нагороди
- орден «За мужність» III ступеня (1 липня 2022, посмертно) — за особисту мужність і самовіддані дії, виявлені у захисті державного суверенітету та територіальної цілісності України, вірність військовій присязі[8].

## Вшанування пам'яті
Про присвоєння звання Героя України (посмертно) Михайлишину Роману Мироновичу